# Foley (Minnesota)
Foley è una località degli Stati Uniti d'America, capoluogo della contea di Benton, nello Stato del Minnesota.